# Morgellons
Les « Morgellons » ou « maladie des Morgellons » est l'appelation informelle d'une dermatose auto-diagnostiquée, signalée aux États-Unis en 2002. Elle est actuellement caractérisée par la « présence de filaments de plusieurs couleurs qui se trouvent sous, sont enrobés dans la peau ou en font saillie ». Les patients décrivent aussi des sensations de picotement, ou prurit, ou parfois l'impression que quelque chose rampe sous leur peau, évoquant une parasitose sous-cutanée. Aucun parasite n'étant retrouvé, ce syndrome reste considéré comme une forme de « délire parasitaire », ou syndrome d'Ekbom, un trouble factice, ou encore un syndrome collectif d'origine psychogène, avec introduction fortuite ou volontaire dans l'épiderme de fibres provenant de l'environnement extérieur.
De rares auteurs estiment toutefois que la maladie des Morgellons est une véritable maladie somatique d'origine infectieuse, proche de la maladie de Lyme, associée à des bactéries du genre Borrelia.

## Historique

### Origine du nom
En 2001, un enfant de deux ans de McMurray (Pennsylvanie), présente une lésion cutanée au visage et se plaint d'avoir une « petite bête » (bug) sous la peau. Sa mère est Mary Leitao, technicienne de laboratoire, diplômée en biologie (Bachelor of Sciences) de l’université du Massachusetts à Boston. Elle  prélève une croûte pour l'examiner au grossissement x50, et ne découvre ni insecte, ni parasite, mais des filaments colorés.
Le premier médecin consulté diagnostique un eczéma bénin sans accorder de signification particulière aux fibres. Toutefois, l'enfant présenta d'autres lésions identiques, situation considérée comme sans gravité particulière par tous les dermatologues consultés. Le dernier, un dermatologue pédiatrique renommé, suggéra même que l'enfant de Mary Leitao pouvait être l'objet d'un syndrome de Münchhausen par procuration.
Faute de réponse médicale la satisfaisant, Mary Leitao recherche sur internet des informations sur des affections comparables, cherchant à savoir s’il s’agissait d'une nouvelle maladie ou, plus simplement, de la résurgence d’une maladie oubliée. Elle découvre qu'en 1935, le médecin anglais C.E. Kellet chercha à identifier une maladie régionale française du XVIIe siècle, dite « les morgellons » (à prononcer avec un g dur : [mɔrgelɔ̃]). 
Cette affection avait été décrite par Sir Thomas Browne (1605-1682), alors étudiant en médecine à Montpellier, dans une monographie publiée en 1690 et intitulée A Letter to a Friend (« Lettre à un ami »). Browne met en exergue une maladie infantile endémique dans le Languedoc, du nom des « petits enfants du Languedoc, appelés les Morgellons, parce qu’ils présentent, épisodiquement des poils durs sur leur dos, les autres symptômes de la maladie, étant des fourmillements, des toux et des convulsions » (« wherein they critically break out with harsh hairs on their backs… »).
C.E. Kellett identifia le nom de « morgellons » en le faisant dériver de « masquelon », puis du provençal mouscouloun et enfin masclous défini par Frédéric Mistral comme « cirons, insectes qui s'engendrent entre cuir et chair ». 
En 1946, dans le British Medical Journal, Emslie-Smith suggère que les « morgellons » sont une myase (infestation cutanée par une larve d'Hypoderma, une mouche pouvant pondre dans la peau), mais sans preuve convaincantes, cette hypothèse n'ayant pas été reprise par la suite. Ensuite les revues médicales n'évoquent plus cette maladie jusqu'en 2002. 
Il semble douteux que la maladie du XVIIe siècle soit la même que les morgellons d'aujourd’hui mais les similitudes étaient telles, pour Mary Leitao, qu'elle utilisa ce terme de morgellons pour s’adresser aux médecins, médias, politiciens et autorités de santé.

### Premiers travaux

#### LaMorgellons Research Foundation(MRF)
En 2002, motivée par les symptômes de son fils, Mary Leitao fonde la Morgellons Research Foundation (MRF) et son site web. Son but initial était d'attirer l'attention de la communauté médicale et d'obtenir de l'aide. Mais de façon inattendue, le site reçoit en peu de temps des milliers de réponses de personnes déclarant avoir les mêmes troubles. 
Ce site devient alors un lieu de rencontre pour une communauté de patients auto-diagnostiqués « Morgellons » qui se constitue. Ceux-ci peuvent s'enregistrer, se compter et se localiser dans tous les États-Unis. 
Le site fonctionne comme un centre de documentation, de débats et d'échanges informations, et comme un outil de lobbying avec courriers et demandes à adresser aux autorités sanitaires de plusieurs états (Californie, Texas, Floride...), puis au Congrès et au gouvernement fédéral, avec publication de leurs réponses.

### Première enquête en Floride
En  février 2005, la chaîne locale de Fox News en Floride signale qu'une enquête est en cours sur cette pathologie. Malgré cela, et le fait que la communauté des « Morgellons » continue de grandir jusqu'à atteindre plus de 12 000 personnes, les résultats restent au point mort, car tous les spécialistes et experts consultés, ou amenés à rédiger un rapport, concluent qu'il s'agit d'un délire parasitaire, bien connu depuis une centaine d'années, alors que la gale était répandue, l'angoisse de l'avoir étant en 1894 dénommée « acarophobie » par G Thibierge confronté à des patients ayant des croyances selon lui erronées et inébranlables d'être victimes d'infestation cutanée par des parasites (En 1946, Wilson et Miller ont proposé de renommer l'«acarophobie» en «délires de parasitose»),.

### Rapport Wymore
Un tournant décisif a lieu fin 2006, lorsque Randy Wymore, médecin professeur-assistant de physiologie de l'école de médecine ostéopathique de l'Oklahoma State University, propose sa collaboration et son aide à Mary Leitao. Wymore obtient un budget de recherche de l'Université d'Oklahoma, et invite un collègue pédiatre à examiner patients et prélèvements. En utilisant un dermatoscope, ils distinguent clairement des fibres sous la surface d'une peau intacte, pouvant être extraites avec une pince à épiler, phénomène qui ne s'observe pas dans les groupes témoins (sujets sains, et ceux atteints d'autres dermatoses).
La publication du « rapport Wymore » enclenche un phénomène médiatique. 377 des 387 émissions télévisées répertoriées sur les Morgellons (2002-2010) sont survenues après cette découverte. 19 comptes-rendus, aux heures de grande écoute, proviennent des chaînes majeures : CNN, NBC et surtout ABC qui parle de « mystère médical » avec plans rapprochés de lésions cutanées ouvertes. La plupart des grands journaux, comme The Wall Street Journal, répercutent le sujet avec un accent dramatique, lui donnant ainsi une visibilité et une légitimité scientifique accrue.
Ce succès médiatique permet à la MRF de se doter d'un conseil scientifique, composée de médecins, d'infirmières et de scientifiques, constituant une minorité distincte de leurs professions. À partir de 2006 ce conseil publie son premier article dans une revue de dermatologie. Le nouveau directeur de recherches n'est plus Wymore, mais William T. Harvey, également fondateur de l'International Lyme and Associated Diseases Society, association militant pour la reconnaissance d'une maladie de Lyme chronique liée à diverses pathologies dont l'autisme. 

#### Investigations desCenters for Disease Control and Prevention(CDC)
En juillet 2006, en réponse aux demandes d'enquête, les centres pour le contrôle et la prévention des maladies lancent une étude descriptive sur une « dermatose inexpliquée », chez les résidents du nord de la Californie, jusqu'en 2008. L'étude a porté sur 115 personnes, âgées d'au moins 13 ans, et répondant à la définition suivante : auto-report d'émergence de fibres ou matériels à partir de lésions cutanées ou de sensations cutanées (prurit, paresthésies...). Les données recueillies sont épidémiologiques, cliniques, et analytiques du matériel prélevé sur la peau des participants à l'étude.
Les résultats de l'étude furent publiées en janvier 2012. La prévalence de l'affection était de l'ordre de 3,6 cas pour cent mille, sans groupement de cas sur les 13 comtés étudiés ; l'âge médian de 52 ans ; de sexe féminin (77%) et de type caucasien (77%). Les plaintes somatiques sont fréquentes (fatigue chronique, troubles divers...). Les examens de la peau n'ont révélé qu'une élastose solaire (peau vieillie prématurément par le soleil), des piqûres d'insectes et des excoriations chroniques. Les analyses de laboratoire n'ont détecté ni parasites, ni mycobactéries. Le matériel inerte prélevé chez les patients était composé de cellulose, probablement d'origine textile (coton). 
L'étude conclut que cette dermatose inexpliquée est rare chez cette population de Californie du nord, mais qu'elle est associée avec une réduction significative de la qualité de vie. Aucune cause médicale ou infectieuse n'a pu être identifiée. L'affection était similaire à des conditions déjà reconnues comme le délire d'infestation cutanée.
En 2012, Mary Leitao se retire de la vie publique, dissout la MRF et ferme son site web. Toutefois le nom du domaine est repris par d'autres, qui développent différentes théories du complot concernant la maladie des Morgellons, comme des agents pathogènes non identifiés d'origine bioterroriste ou liés à l'immigration illégale, des produits chimiques liés aux chemtrails, des aliments OGM ou des matériaux de nanotechnologie.  Il a pu exister par exemple une National Unidentified Skin Parasites Association, à l'instar des associations d'ufologie. 
Depuis cette date, la principale association d'étude sur les morgellons est la Charles E. Holman morgellons disease Foundation (CEHF). Cette fondation, où l'on retrouve des scientifiques issus de la MRF, est en étroite liaison avec les associations militants pour l'étude et la reconnaissance de pathologies chroniques liées à la maladie de Lyme. Elle se donne pour but de rassembler patients et médecins pour la reconnaissance des morgellons. Selon elle, le nombre de personnes auto-déclarées touchées par des symptômes de ce type était de plus de 14 000 personnes en 2009 , chiffre qui n'aurait cessé de grandir de 2009 à 2018 .

### Une nouvelle infection émergente?
À partir de 2011, quelques scientifiques cherchent à démontrer la réalité de la maladie en la définissant comme une dermatite filamenteuse liée à une maladie de Lyme, en publiant un à deux articles par an.
L'auteure principale des publications est Marianne J. Middelveen, vétérinaire, qui a fait un rapprochement entre la dermatite digitée bovine ou maladie de Mortellaro chez l'animal, et les Morgellons chez l'homme. La maladie bovine est une infection cutanée liée à divers pathogènes, notamment spirochètes et tréponèmes. Chez l'animal, la maladie se manifeste comme contagieuse, en pouvant présenter des papules filiformes évoquant éventuellement des « fibres textiles implantées », mais qui sont en réalité « composés des protéines cellulaires (kératine et collagène) résultant d'une surproduction de ces filaments en réponse à une infection spirochétale ».
Marianne J Middelveen part de l'hypothèse que les morgellons sont un équivalent humain de la dermatite digitée bovine. Elle publie régulièrement des travaux montrant une association entre Morgellons et maladie de Lyme,,.

## Position du problème
En 2018, pour la quasi-totalité de la communauté médicale, les morgellons restent une nouvelle variante d'un délire parasitaire connu depuis un siècle.
Ce serait l'une des premières maladies « transmises par Internet ». Les communautés toujours grandissantes de patients morgellons continuent de s'organiser en associations, en ouvrant des sites web. Le phénomène toucherait 15 000 personnes aux Etats-Unis. L'Europe est atteinte à partir de 2007, en commençant par la Grande-Bretagne. Les deux premiers cas asiatiques sont publiés en 2016 en Inde, et en 2017 en Corée.
Toutefois l'influence de ce mouvement aux États-Unis est telle qu'elle force la communauté médicale américaine à s'adapter. Ainsi le sociologue Brian Fair évoque un croisement de trajectoires entre deux communautés (patients et médecins) qui paraissent s'opposer (droits des patients contre pouvoir médical) mais qui évoluent vers un compromis afin de maintenir une relation médecin-patient.
Les communautés de patients accepteraient de mettre de côté leurs interprétations de la maladie, contre la mise de côté de la catégorie diagnostique « délire d'infestation » de la part des médecins. Pour des médecins américains, l'acceptation du terme « morgellons » serait un moyen de maintenir une relation thérapeutique. Cela permettrait d'éviter une « stigmatisation psychiatrique », de façon à ne pas heurter les patients auto-proclamés morgellons.
Sur plusieurs sites médicaux officiels, comme celui de la célèbre Mayo Clinic, on trouve les mêmes ruses de langage pour éviter de contredire frontalement le lobby des morgellons. De même sur le site des morgellons (CEHF), on apprend aux patients comment se comporter en consultation médicale et ce qu'il faut garder pour soi « pour éviter d'être étiqueté délirant ».

## Clinique
La maladie des morgellons est actuellement presque toujours un auto-diagnostic fait à partir de sites internet (les patients entre eux utilisant le diminutif « morgie »). À l'origine (2002-2006), les patients entraient eux-mêmes leurs symptômes dans une base de données sur leur site dédié. Les « patients morgellons » décrivent des sensations cutanées à type de démangeaison, grouillement, fourmillement, picotement... d'intensité et de localisation variable. Ils ont souvent l'impression que quelque chose rampe ou cherche à pénétrer la peau (sensation cuisante),.

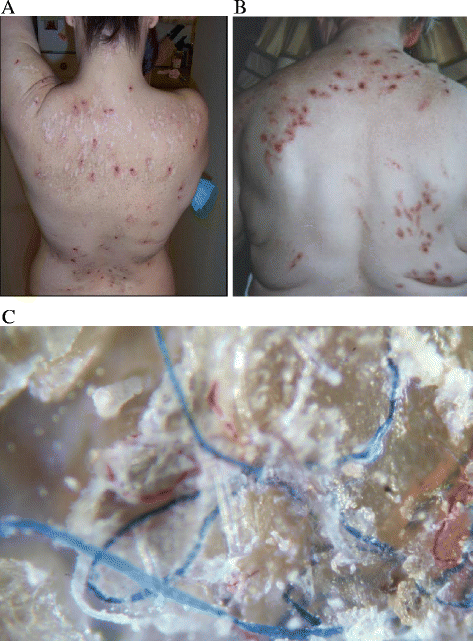
Patientes morgellons : A) Lésions réparties sur tout le dos, B) Lésions réparties uniquement sur les zones qu'un sujet droitier prédominant peut atteindre. C) Filaments multicolorés inclus dans une callosité de la peau, grossissement x100, d'après Middelveen 2015.

### Symptômes
Ce sont des lésions cutanées chroniques, d'apparition spontanée ou par grattage lié au prurit,. 
Ces lésions vont de l'imperceptible à la dermatite jusqu'à l'ulcère cutané, ; les patients perçoivent ou distinguent des objets minuscules, parfois à la limite de la visibilité, dans les lésions cutanées ou juste sous une peau saine. Ils sont vus comme des grains de sable, granules, pelotes, fibres ou filaments colorés qui résistent à l'extraction à la pince à épiler,. Les patients qui échangent sur les réseaux sociaux conservent souvent des « preuves » dans un petit récipient (« signe de la boîte d'allumette »), ou sous forme de dessins explicatifs ou de photographies numériques d'éléments qu'ils ont recueillis eux-mêmes (« signe de la pince à épiler »). Bien avant l'apparition de l'Internet, un médecin avait noté ce point aussi, et a considéré que manipuler la peau pour en extraire des échantillons et/ou pour la soulager était une preuve d'un trouble délirant, qu'il a dénommé « signe de la pince à épiler » ('tweezer sign' pour les anglophones). 
Une fois guéries, elles peuvent laisser une cicatrice hyperpigmentée.
Ce tableau n'est pas que dermatologique ; il s'accompagne de troubles cliniques systémiques (généraux) variés, et altérant la qualité de vie : fatigue chronique, douleurs chroniques articulaires, complications cardiaques, neuropathie, troubles cognitifs (manque de concentration, perte de mémoire), troubles du sommeil, humeur dépressive,, symptômes couramment signalés par les patients atteints de la maladie de Lyme (LD).

## Diagnostic positif
Le tableau clinique précédent est hétérogène, mais il peut correspondre à la catégorie du « délire parasitaire ». 
Les auteurs (partisans et sceptiques des morgellons) sont unanimes sur le fait qu'un diagnostic différentiel doit être fait par élimination (des autres causes possibles, voir section diagnostic différentiel), et éventuellement confirmé par un psychiatre. 
Les rares auteurs convaincus de l'existence d'une origine somatique aux morgellons (ni trouble délirant, ni trouble factice et autres...) rejettent les conclusions du rapport Pearson (2012) des CDC. Leur critique se base sur le fait que l'étude n'a pas selon eux inclus les sujets d'étude appropriés, et qu'elle ne peut exclure une cause physiologique non identifiée ou non reconnue. Ils proposent donc une nouvelle définition de cas pour les sujets à étudier : lésions cutanées chroniques d'apparition spontanée (ce sont les lésions qui provoquent le grattage, et non le grattage ou tentatives d'extraction qui provoquent les lésions), à type d'ulcérations, et où on retrouve (critère distinctif) des filaments blancs, noirs ou colorés inclus sous la peau ou perçant à travers elle. Ces filaments nécessitent, pour être visibles, un grossissement x50.
Selon M Middelveen, ces filaments sont composés de protéines organiques, principalement de kératine et de collagène anormalement produits à partir de kératinocytes et des fibroblastes de l'épithélium cutané. Ce serait des équivalents de poils ou de cheveux très fins. 

Au vu d'une association statistiquement fréquente avec un diagnostic de Lyme chronique, l'auteur émet l'hypothèse que des borrélies (bactérie intra-cellulaire) pénétrant des fibroblastes pourraient induire cette production.
Les sceptiques mettent en avant le fait que les éléments retrouvés sont très divers, inertes (comme des fibres textiles, fragments de vernis à ongle...) ou organiques (cheveux, débris végétaux ou d'insectes...)  par dépôts fortuits ou volontaires,,. L'association avec une forme chronique de la maladie de Lyme est d'autant moins convaincante que son diagnostic biologique est lui-même controversé.
Il existerait trois attitudes chez les médecins américains :
1. Les morgellons sont une maladie spécifique existante, à confirmer et approfondir par des travaux de recherches (demandes de financement[15]) ;
2. Les morgellons sont un délire d'infestation, un trouble factice, un syndrome psychogène... (gaspillage inutile de ressources[14]) ;
3. Les morgellons sont une maladie non reconnue, sur laquelle on ne peut se prononcer avant d'en savoir plus (pragmatisme empathique avec les patients[3]).

## Diagnostic différentiel
Les symptômes des patients s'estimant victimes des Morgellons sont multiples et variés, mais le premier motif est la lésion cutanée. Le premier avis est donc le plus souvent celui d'un généraliste et/ou d'un dermatologue. 

### Pistes de l'affection somatique
Les lésions étant majoritairement chroniques, l'intoxication aiguë par usage ou abus (cocaïne, autres drogues...), par état de manque (delirium tremens), un épisode neurologique aigu semblent exclus. De même faut-il éliminer une allergie médicamenteuse ou une toxidermie.
L'étape suivante consiste à rechercher une infestation véritable connue : à ectoparasite (les plus fréquentes sont la gale, les pédiculoses comme la phtiriase, les piqûres ou morsures de puce, tique...), à ver ou larves parasites (comme la dracunculose, myase...), une infection mycosique (comme la teigne...).
Le médecin cherche alors à déterminer s'il est en présence d'une folliculite, une cellulite, un impétigo... ou de dermatoses inflammatoires comme : prurigo, eczéma, dermite atopique, dermite séborrhéique ; toute lésion cutanée étant par ailleurs susceptible de se surinfecter, il cherche s'il y a surinfection, éventuellement induite par le grattage, des manipulations diverses, un contact de voisinage, l'introduction de corps étrangers dans la lésion... 
L'origine du prurit est également recherchée (de nombreuses maladies générales peuvent s'accompagner de prurit (et de lésions de grattage qui vont avec) ; de même des états physiologiques comme l'âge (prurit sénile), ou la grossesse (prurit gravidique).

### Maladie inconnue?
Après avoir éliminé les affections et pathogènes connus, « il est impossible d'exclure à 100 % que l'on soit devant un nouvel agent inconnu » puisque même l'histoire récente de la médecine donne des exemples de nouvelles découvertes dans des maladies anciennes (comme helicobacter pylori dans l'ulcère de l'estomac). Aussi les patients morgellons demandent des avis spécialisés à des infectiologue, parasitologue, entomologiste... dans les domaines parfois pointus correspondant à leurs préoccupations.
Ici, il faut faire la part de ce qui relève de l'opinion, de la croyance, du questionnement ou de la crainte (qui supportent la critique en étant susceptible d'évoluer), et de ce qui provient d'une conviction inébranlable (avec humeur agressive ou de persécuté) liée à un délire. Ce qui peut nécessiter l'avis d'un psychiatre, seul spécialiste que le patient morgellon ne souhaite pas consulter. En fait, les psychiatres ne se basent jamais sur la seule thématique (penser qu'on est infesté par exemple) mais sur les mécanismes de pensée propre aux discours délirants. C'est pour cela qu'un psychiatre n'a pas besoin d'être omniscient en bactériologie ou en astrophysique pour diagnostiquer un état délirant.

### Peau et psychisme
La distinction soma/psyché est mise à mal lorsqu'il s'agit de la peau. Il existe des manifestations cutanées directement liées au psychisme (affections psychogènes d'ordre psychiatrique) ; des dermatoses peuvent être influencées par des facteurs psychiques (stress émotionnel). À l'inverse des dermatoses peuvent retentir sur le psychisme par leur caractère inesthétique, leur chronicité, un prurit persistant,.
L'association ou la présence simultanée de troubles psychiques et de lésions cutanées ne permet pas à elle seule de déterminer le sens d'un éventuel rapport de cause à effet. Ceci permet aux partisans des morgellons de répondre qu'il s'agit d'une réelle dermatose entrainant des troubles psychiques, et non pas l'inverse.

### Affections psychogènes

#### Excoriations cutanées névrotiques
Il s'agit de comportements incontrôlables, mais sans troubles délirants
Le terme excoriation chronique est utilisé dans le rapport Pearson (2012) des CDC. Les excoriations d'origine névrotique se situent surtout au niveau du visage et du cou, mais peuvent se retrouver sur tout endroit du corps (utilisation d'instruments comme une fourchette ou un grattoir) et sont considérées comme des auto-agressions, de signification diverse selon le type de personnalité,.
Chez le sujet anxieux, ne pouvant se contrôler en période de tension, il s'agit de manipulations machinales au niveau de la peau (tics de grattage). Ce comportement serait à rapprocher de la trichotillomanie, de l'onychophagie, du léchage et mordillement des lèvres pouvant aboutir à une chéilite.
Chez le phobique et l'obsessionnel, les manipulations sont liées à des soucis de propreté, d'asepsie ou d'esthétique. Le sujet se livre à des nettoyages excessifs de défauts cutanés réels ou imaginaires, jusqu'à utiliser des produits abrasifs ou caustiques aboutissant à des lésions dermatologiques. Une dysmorphophobie cutanée s'observe en particulier chez les adolescents, c'est  l'acné excoriée,.

#### Trouble somatoforme
Il n'y a pas de trouble délirant, mais les troubles allégués (prurit avec ou sans lésion dermatologique) s'accompagnent d'autres troubles très divers et généraux, tout en restant inexpliqués .

#### Trouble factice ou pathomimie
Le sujet simule consciemment, mais sans la recherche d'un avantage ou un bénéfice (visée utilitaire) et sans conviction délirante. Les motivations ne sont pas claires, mais celles de la pathomimie cutanée pourraient être un moyen d'attirer l'attention, une demande affective, ou au contraire une réaction agressive ou de vengeance, avec une dimension masochiste. 
Lorsqu'il existe une visée utilitaire, il s'agit de simulation consciente (créations de lésions dans un but précis, vues surtout en médecine militaire et pénitentiaire, puis de sécurité sociale). La « sursimulation » est l'aggravation ou l'entretien provoqué de lésions préexistantes. Dans la sinistrose, le sujet revendique à la suite d'un accident indemnisable, mais en étant persuadé lui-même de la réalité de ses troubles. 

#### Délire parasitaire ou syndrome d'Ekbom
Le « délire parasitaire » (syndrome d'Ekbom) est l’un des plus fréquents diagnostics différentiels. Ses symptômes sont très similaires à ceux des Morgellons. Les sujets atteints rejettent le diagnostic conventionnel de leur symptômes, ou croient en l’existence d’un organisme (ou d’un phénomène) qui ne pourrait être observé que par le patient. Il n’y aucun consensus sur les diagnostics différentiels puisque les Morgellons ne sont pas acceptés comme une affection reconnue médicalement.
Dans son article sur le délire parasitaire, Nancy C. Hinkle souligne plusieurs caractéristiques du délire parasitaire, plus ou moins présentes chez les patients disant souffrir des Morgellons, comme :
- la présentation de preuves physiques tels que des lambeaux de peau et autres « débris » souvent transportés dans une petite boîte d’allumettes (signe de la boîte d’allumettes) ;
- une propreté excessive avec l’usage obsessionnel d'antibiotiques, antiseptiques, désinfectants et d’insecticides et de désodorisants ;
- le rejet de toute possibilité d’explication psychologique ou autre ;
- la précession d’un traumatisme émotionnel, désespoir, isolement social ;
- la consultation préalable de nombreux médecins, sans aucun résultat valable («nomadisme médical»).

La croyance que des fibres émergent de leur peau est particulière aux « patients morgellons ». 

Pour la plupart des médecins, il s'agirait d'une nouvelle variante du syndrome d'Ekbom décrit à la fin du XIXe siècle et au début du XXe siècle comme une « acarophobie » (se croire infesté par la gale) ou une « parasitophobie » (se croire infesté par la gale, des puces, des poux, des vers...). De 1902 à 1938, sporadiquement, quelques conférenciers ou auteurs d'articles médicaux interprètent des sensations cutanées comme des délires dits de «parasitophobies» ou «hypochondries dermatologiques»,,,,, ou une hallucination visuelle.
De nouveaux thèmes apparaissant avec les époques : mycoses, bactérioses, viroses... ou encore des produits inorganiques (sable, fibres synthétiques, particules diverses...), correspondant au savoir et à l'expérience du patient. Cette extension a entraîné un changement de dénomination : le délire parasitaire (en anglais delusion of parasitosis) tend à devenir le « délire d'infestation » (delusionnal infestation pour les anglophones).
Le syndrome d'Ekbom est considéré, selon les cas et les auteurs, comme une forme particulière de délire paranoïaque à thème hypochondriaque, de délire mélancolique, ou encore de psychose hallucinatoire chronique à hallucinations visuelles ou tactiles.

## Recherches et théories

### Approche médicale
Au niveau d'un patient morgellon, soit les examens d'étiopathogenèse ne retrouvent aucun élément, soit les éléments prélevés sont considérés comme des dépôts non significatifs, volontaires ou comme l'a montré des études de cas récentes involontaires et fortuits :  
Des publications récentes de cas (2016-2018) indiquent que des fibres inorganiques (fils) et/ou de kératine, présents dans l'environnement du domicile du patient (en suspension dans l'air intérieur, dans la poussière domestique, ou sur le filtre de la machine à laver, sur les draps, etc. peuvent être effectivement intégré dans ou sous l'épiderme. Une étude en microscopie et chimie analytique poussée a prouvé  que des filaments trouvés dans la peau d'une patiente proviennent d'une « auto-introduction sous l'épiderme des filaments environnementaux », par un mécanisme encore à expliquer, mais a priori sans association avec une infection par des bactéries du genre Borrelia,,.
La plupart des médecins américains considèrent les morgellons comme une affection psychogène, et des praticiens acceptent le terme de « morgellons » en l'utilisant comme un terme de substitution au délire d'infestation afin de faciliter la relation avec le patient. Cette approche n'est pas recommandée par d'autres, car cela légitime un terme non-médical en renforçant la croyance des patients à une réelle infestation causale.
L'existence éventuelle d'une association avec une infection à borrelia reste en discussion : pour une très grande majorité, les morgellons ne sont qu'une variante d'affection psychogène, ou encore un syndrome collectif inexpliqué, quelques uns estiment qu'il pourrait exister, parmi les morgellons, un réel sous-groupe, de dermatose ou prurit, d'origine neurologique infectieuse (infection chronique à borrelia ou plus généralement à spirochètes),.

### Approche sociologique
Selon Brian Fair, la maladie des morgellons est une maladie controversée au même titre que l'hypersensibilité chimique multiple, la fibromyalgie, le syndrome de fatigue chronique, le syndrome de la guerre du Golfe...  Internet et les réseaux sociaux jouent alors un rôle central. Avec une connexion et un moteur de recherche, toute personne présentant un état quelconque de souffrance peut retrouver des compagnons d'une souffrance analogue. En joignant son histoire personnelle à une expertise communautaire, le patient «inexpliqué» retrouve l'explication scientifique manquante, avec un label, dans un langage de type biomédical. 
Cette capacité de mobilisation représente une force sociopolitique suffisante pour influencer la logique professionnelle des médecins. La prise en charge de ces patients nécessite de nouvelles stratégies diagnostiques, dont l'acceptation du nom du trouble, au moins comme diagnostic provisoire. Il y aurait un « glissement de paradigme » où la distinction maladie organique/maladie psychiatrique tend à se réduire. Les symptômes inexpliqués sont remédicalisés autour de la notion de trouble fonctionnel du système nerveux, de façon à rendre plus acceptable des traitements psychiatriques, ce qui pourrait poser des problèmes éthiques.
Au XXIe siècle, la démocratie sanitaire (partage des savoirs et pouvoir accru du patient) peut apparaitre, dans un premier temps, comme une résistance à la médicalisation. De façon paradoxale, elle aboutit finalement à une médicalisation accrue de la société. De nouvelles catégories diagnostiques apparaissent, ou se transforment, à la suite d'une friction, puis d'un compromis entre les patients et les médecins.

## Traitement

### Relation thérapeutique
Après les premières descriptions du délire parasitaire, les médecins établissant un tel diagnostic suggéraient aux patients que leurs troubles étaient d'ordre psychologique, et qu'il fallait se référer à un psychiatre, et non pas à un dermatologue. Cette attitude, qui se voyait  au milieu du XXe siècle, entrainait la fuite du malade, dans une errance diagnostique ou un « nomadisme médical », ou encore une réaction agressive.
La prise en charge des patients morgellons suit les mêmes principes que celle des dermatoses inexpliquées, psychogènes ou pas. L'établissement d'une relation de confiance est indispensable : après avoir éliminé une affection organique par un examen clinique complet et attentif, il faut prendre le temps d'écouter l'histoire médicale racontée par le patient, et évaluer les conséquences des troubles sur sa qualité de vie et sur son entourage.
De même, il faut aussi prendre le temps d'examiner, si besoin au microscope, les spécimens apportés par le patient. Si aucun pathogène n'est toujours pas retrouvé, un avis psychiatrique est utile, mais souvent refusé par le patient. Dans ce dernier cas, le patient, loin d'être rassuré, remet en question la validité des examens, ou les réinterprète contre toute évidence pour maintenir ses croyances.
Sur le site de la Mayo Clinic, les conseils donnés aux patients auto-diagnostiqués morgellons sont les suivants :
- Prenez contact avec une équipe de soins. Trouvez un médecin qui saura reconnaître vos préoccupations, vous examiner soigneusement, et discuter avec vous des options thérapeutiques. Il travaillera en liaison avec une équipe pluridisciplinaire.
- Soyez patient. Avant de diagnostiquer une maladie des morgellons, votre médecin cherchera d'abord des affections connues pour lesquelles il existe des traitements d'efficacité démontrée.
- Gardez un esprit ouvert. Envisagez diverses raisons à vos troubles et discutez-en avec votre médecin. Ce dernier peut inclure dans le traitement des thérapies à visée mentale.
- Cherchez des traitements à d'autres troubles, comme l'anxiété, la dépression, et toute autre condition qui affecte vos pensées, votre humeur ou votre comportement.

### Moyens et résultats
Les partisans d'un lien avec un Lyme chronique proposent une antibiothérapie multiple de longue durée, mais ceci est très marginal et il n'existe pas ou très peu de données sur l'efficacité des antibiotiques chez les patients morgellons.
Les moyens généralement recommandés en première intention sont les psychothérapies, les neuroleptiques, et les antidépresseurs. Les antiseptiques locaux et antibiotiques sont utiles en cas de surinfection des lésions, ou de co-infection associée.
La psychothérapie et les thérapies cognitives et comportementales sont parfois suffisantes en facilitant la verbalisation des angoisses et des sensations cutanées perçues,.
En cas de troubles dépressifs, les antidépresseurs utilisés sont les tricycliques ou les inhibiteurs de la recapture de la sérotonine.
Des neuroleptiques atypiques, comme la risperidone, le pimozide, la trifluoperazine, la quétiapine... sont utilisés à faibles doses,. Les meilleurs résultats sont liés aux effets antalgiques et antiprurigineux de ces produits : ils permettent une régression des symptômes, notamment des démangeaisons dans 40 à 90 % des cas,. Cependant, ces patients même améliorés gardent le plus souvent leurs croyances, et des rechutes restent possibles.

## Dans les œuvres de fiction
Un épisode de la série américaine Esprits criminels (saison 10, épisode 4) traite de cette maladie, effectivement présentée sous la forme d'un délire psychopathologique pouvant conduire à des actes criminels. L'épisode, intitulé « Sous la peau » se déroule précisément à Atlanta et fait référence aux investigations du CDC.
À l'inverse, la diffusion en France de la série culte X Files (épisode diffusé le 17 octobre 1997) a déclenché une pathomimie cutanée collective dans un établissement scolaire en 1997.
Dans le 2ème épisode de la série The White Lotus, saison 1 (2023), Paola, qui se prétend hypersensible, craint d'avoir des morgellons parce que Nicole Mossbacher est en pleine crise de rangement maniaque dans le salon où elle dort.